# Yabucoa
Yabucoa ist eine der 78 Gemeinden von Puerto Rico.
Die Gemeinde Yabucoa liegt an der südöstlichen Küste von Puerto Rico. Das Tal von Yabucoa ist auf drei Seiten von den Hügeln des San Lorenzo Batholith und auf der vierten Seite vom Karibischen Meer umgeben. Sie hatte 2019 eine Einwohnerzahl von 32.282 Personen.

## Geschichte
Die Region des heutigen Yabucoa gehörte zur Taíno-Region Guayaney, die einen Teil der südöstlichen Region Puerto Ricos umfasste. Nach der spanischen Kolonisation gehörte die Region Yabucoa zu Humacao, und ihr Gebiet wurde hauptsächlich für Viehzucht und Landwirtschaft genutzt. Die Stadt Yabucoa wurde am 3. Oktober 1793 gegründet, als Don Manuel Colón de Bonilla und seine Frau, Doña Catalina Morales Pacheco, Teile ihrer Ländereien an die Bevölkerung vergaben.
Hurrikan Maria traf die Insel Puerto Rico am 20. September 2017 als starker Hurrikan der Kategorie 4, der auf der gesamten Insel Stromausfälle verursachte (und auch den Zugang zu sauberem Wasser beeinträchtigte). Der Hurrikan löste mit seinen starken Regenfällen zahlreiche Erdrutsche und schwere Schäden in Yabucoa aus.
Viele ältere Menschen, die in Yabucoa lebten, starben als Folge des Hurrikans Maria. Menschen, die an Beatmungsgeräte angeschlossen waren, starben durch den Mangel an elektrischem Strom. Auch Monate danach hatten viele Menschen noch keinen Zugang zu Strom.

## Gliederung
Die Gemeinde ist in zehn Barrios aufgeteilt:
1. Aguacate
2. Calabazas
3. Camino Nuevo
4. Guayabota
5. Jácanas
6. Juan Martín
7. Limones
8. Playa
9. Tejas
10. Yabucoa barrio-pueblo

## Söhne und Töchter der Stadt
- Nydia Velázquez (* 1953), Hochschullehrerin und Politikerin
- Orlando Fernandez (* 1963), Boxer
- Orlando Cruz (* 1981), Boxer